# Sexto Hombre del Año de la SPB
El premio Sexto Hombre del Año es un galardón otorgado cada año al suplente más destacado en la Superliga Profesional de Baloncesto de Venezuela (SPB). Desde 1997, este reconocimiento es acreditado por la Comisión Técnica tras la votación realizada entre los 10 equipos del circuito, Leonardo Rodríguez, asesor especial de la Liga, y el propio órgano colegiado, tal como lo establece el Reglamento General de la LPB. El primero en recibirlo fue Víctor González.
Para la 2015-2016 el Reglamento General de la LPB contempla 13 votos: 10 de los gerentes generales de los equipos que integran el circuito y otros tres de la Comisión Técnica, constituida por José Rafael Gómez, Julio Mogollón y Manuel Fuentes.

## Lista de ganadores al premio
| Temporada | Jugador                        | Equipo                                       |
| --------- | ------------------------------ | -------------------------------------------- |
| 1997      | Víctor González                | Guaiqueríes de Margarita                     |
| 1998      | Ludwing Irazabal               | Trotamundos de Carabobo                      |
| 1999      | Edecio Ladera                  | Panteras de Miranda                          |
| 2000      | Tomas Aguilera                 | Marinos de Anzoátegui                        |
| 2001      | Kervis Ramírez                 | Bravos de portuguesa                         |
| 2002      | Tomas Aguilera                 | Marinos de Anzoátegui                        |
| 2003      | Daniel Domínguez               | Marinos de Anzoátegui                        |
| 2004      | Almiro Cuello                  | Panteras de Miranda                          |
| 2005      | Axiers Sucre                   | Marinos de Anzoátegui                        |
| 2006      | Tomas Aguilera                 | Trotamundos de Carabobo                      |
| 2007      | Henry Páez                     | Cocodrilos de Caracas                        |
| 2008      | Henry Páez                     | Cocodrilos de Caracas                        |
| 2009      | Gregory Vargas                 | Marinos de Anzoátegui                        |
| 2010      | Michael Flores                 | Panteras de Miranda                          |
| 2011      | Michael Flores                 | Panteras de Miranda                          |
| 2012      | Néstor Colmenares              | Cocodrilos de Caracas                        |
| 2013      | Tomas Aguilera                 | Trotamundos de Carabobo                      |
| 2014      | Harold Cazorla                 | Gigantes de Guayana                          |
| 2015      | Rafael Guevara                 | Guaros de Lara                               |
| 2015-16   | John Cox                       | Bucaneros de La Guaira                       |
| 2017      | Néstor Colmenares              | Guaros de Lara                               |
| 2018      | Pedro Chourio                  | Trotamundos Carabobo                         |
| 2019      | Desierto                       | Desierto                                     |
| 2020      | Desierto                       | Desierto                                     |
| 2021-I    | Desierto                       | Desierto                                     |
| 2021-II   | Yohanner Sifontes Oswar Blanco | Spartans Distrito Capital Broncos de Caracas |
| 2022      | Elder Giménez                  | Piratas de La Guaira                         |
| 2023      | Luis Duarte                    | Broncos de Caracas                           |
| 2024      | Ernesto Hernández              | Cocodrilos de Caracas                        |
| 2025      | Luis Almanza                   | Spartans Distrito Capital                    |